# Ylä-Kastejärvi
Ylä-Kastejärvi och Ala-Kastejärvi är sjöar i Finland. De ligger i kommunen Karstula i landskapet Mellersta Finland, i den centrala delen av landet, 300 km norr om huvudstaden Helsingfors. Ylä-Kastejärvi ligger 166,1 meter över havet. I omgivningarna runt Ylä-Kastejärvi växer i huvudsak blandskog. Den är 5,4 meter djup. Arean är 79,3 hektar och strandlinjen är 4,83 kilometer lång. Sjön  ingår i Kymmene älvs huvudavrinningsområde. 